# Christmas Tales
Christmas Tale là album phòng thu thứ tư và album Giáng Sinh đầu tiên của nghệ sĩ người Na Uy Alexander Rybak. Nó được phát hành vào ngày 23 tháng 11 năm 2012 ở Na Uy. Nó đứng thứ 34 trong bảng xếp hạng Norwegian Albums Chart.

## Các bài hát
| STT | Tên bài hát                              | Thời lượng |
| --- | ---------------------------------------- | ---------- |
| 1   | "The Christmas Song"                     | 3:59       |
| 2   | "Winter Wonderland"                      | 3:37       |
| 3   | "Let It Snow"                            | 2:16       |
| 4   | "Have Yourself A Merry Little Christmas" | 3:46       |
| 5   | "Tell Me When"                           | 4:28       |
| 6   | "Santa Clauds Is Coming To Town"         | 2:38       |
| 7   | "Bady It's Cold Outside"                 | 2:57       |
| 8   | "Rudolph the Red-Nosed Reindeer"         | 2:48       |
| 9   | "Presents"                               | 3:44       |
| 10  | "Silver Bells"                           | 3:29       |
| 11  | "I'll Be Home For Christmas"             | 4:51       |
| 12  | "Silent Night"                           | 4:11       |

## Xếp hạng
| Bảng xếp hạng(2012)         | Vị trí cao nhất |
| --------------------------- | --------------- |
| Norwegian Albums (VG-lista) | 34              |